# Георги Басмаров
Георги Басмаров е български просветен деец и революционер, деец на Вътрешната македоно-одринска революционна организация.

## Биография
Георги Басмаров е роден на 4 март 1871 година в град Неврокоп, тогава в Османската империя. В 1892 година завършва с четвъртия випуск педагогическите курсове на Солунската българска мъжка гимназия и преподава в Банско и на други места. Включва във ВМОРО и развива революционна дейност. По-късно емигрира в Свободна България и се установява в София, където преподава. Става народен учител.